# Bataille de Centuripe
Seconde Guerre mondiale 
 Campagne d'Italie
La bataille de Centuripe est livrée du 2 au 4 août 1943 à la suite du débarquement allié en Sicile (Opération Husky). Les forces de la VIIIe armée britannique sont engagées dans de violents combats dans et autour de la ville de Centuripe dans la partie centrale de la Sicile dans la région montagneuse située entre les fleuves Dittaino et Salso. Elle aboutit au début de retrait des forces de l'Axe de Sicile.
La Wehrmacht avait fortifié la ville située sur un piton rocheux très élevé et accessible par une seule route sinueuse. Centuripe, défendue par la 1re division Fallschirm-Panzer Hermann Göring, est une position défensive-clé de l'ensemble des forces de l'Axe et sa chute signifierait également la perte d'Adrano qui pousserait les Allemands à se retirer de leurs positions. 

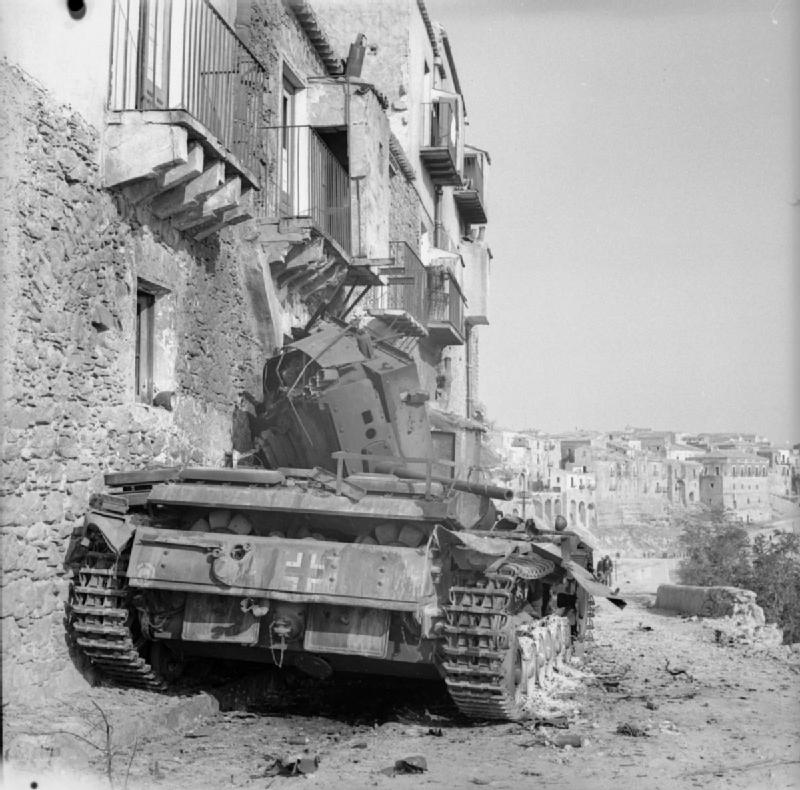
Panzer III allemand mis hors de combat à Centuripe.

## Déroulement et conséquences
Les troupes britanniques de la 38e brigade d'infanterie irlandaise ont pris la ville après des combats acharnés maison par maison (les contre-attaques de l'infanterie allemande et les Panzer III compliquant la tâche, ces derniers devant être neutralisés à l'aide de Projector Infantry Anti Tank), contraignant les Allemands à amorcer le retrait de leurs troupes de Sicile.
En effet, la prise de Centuripe, suivie par la progression sur les fleuves Salso et Simeto, voit l’effondrement de la ligne défensive allemande de Catane. Les Allemands tentent alors par la suite d'établir une nouvelle ligne sur le mont Etna mais leur plan doit être abandonné en raison de l'avancée des forces alliées qui s'emparent d'Adrano et coupent les lignes de communication des forces de l'Axe à l'ouest et au sud de l'Etna. Les Alliés prennent ensuite le contrôle de Paternò, de Santa Maria et de Biancavilla. 
La libération de Maletto et de Randazzo pousse définitivement l'Axe à évacuer la Sicile par la mer. C'est l'opération Lehrgang menée du 10 au 17 août lors de laquelle 101 569 soldats (39 569 Allemands, dont 4 444 blessés et 62 000 Italiens), 9 832 véhicules, 47 chars, 135 pièces d'artillerie, 2 000 tonnes de munitions et de carburant et 15 000 tonnes de matériel de guerre, principalement allemand seront transférés de la Sicile vers la Calabre.

## Participants notables

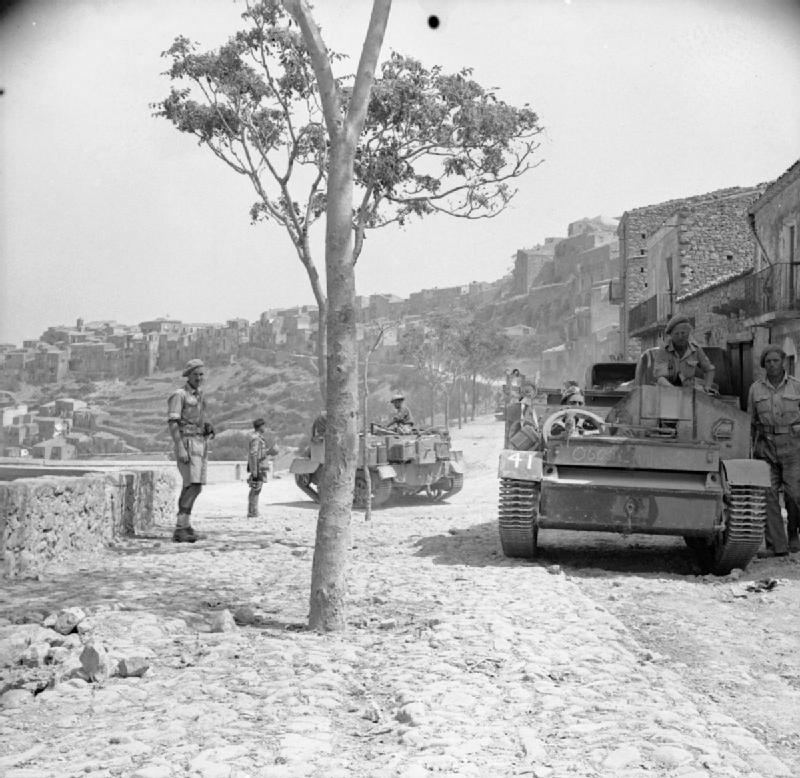
Troupes britanniques à Centuripe après la libération de la ville.

- Sir John Anthony Holt Saunders (East Surrey Regiment), président de la Hong Kong and Shanghai Banking Corporation.